# ارلیتاون (آلاباما)
ارلیتاون (به انگلیسی: Earlytown) یک منطقهٔ مسکونی در ایالات متحده آمریکا است که در آلاباما قرار دارد. ارلیتاون ۶۸٫۸۹ متر بالاتر از سطح دریا واقع شده است.